# Luís Filipe De Nadal
Dom Luís Filipe De Nadal (Guaporé, 1 de maio de 1916 — Passo Fundo, 1 de julho de 1963) foi um bispo católico brasileiro.

## Vida
Luís Felipe De Nadal nasceu em Guaporé, no Rio Grande do Sul, à época distrito de Muçum, hoje Linha Dom Luís Filipe. Seus pais eram Francisco De Nadal e Teresa Dendena; era o primogênito de treze irmãos.
Entrou no Seminário Central de São Leopoldo, em 1927, com 11 anos de idade, onde fez seus estudos de humanidade, filosofia e teologia. Foi ordenado sacerdote no dia 22 de outubro de 1939, pelo então Arcebispo de Porto Alegre, Dom João Becker e nomeado bispo dezesseis anos depois.

## Episcopado
No dia 9 de maio de 1955 foi nomeado bispo para Diocese de Uruguaiana, pelo Papa Pio XII. Sua ordenação episcopal aconteceu no dia 29 de junho de 1955, escolhendo o lema: Oboediens In Laetitia. Foi sagrante Dom Vicente Scherer, arcebispo metropolitano de Porto Alegre e como bispos co-sagrantes, Dom Cláudio Colling, Bispo de Passo Fundo e Dom Antônio Zattera, Bispo de Pelotas.
Tomou posse na Diocese de Uruguaiana, no dia 15 de agosto do mesmo ano, da qual foi o terceiro bispo. A solenidade da posse canônica de Dom Luís Filipe De Nadal foi realizada pelo arcebispo metropolitano de Porto Alegre Dom Vicente Scherer, na Catedral de Uruguaiana.

## Rádio
O rádio era sua grande paixão. Foi radioamador ativo e, em Porto Alegre, ainda sacerdote, criou e dirigiu vários programas na Rádio Difusora, como "Tio Valeriano", programa infantil, "Noturno da Fé", "Hora do Angelus" e "A Hora 
Católica" que informava tudo sobre a Igreja. Em Uruguaiana fundou a Rádio São Miguel, emissora da Diocese. Transmitiu diretamente do Vaticano as cerimônias de coroação do Papa João XXIII, fato inédito para a época.
Grande incentivador dos meios de comunicação social, também fundou a Sociedade Magistério no Ar-Somar, programa pioneiro de alfabetização de adultos.

## Obras diocesanas
Dom Luís Filipe De Nadal concluiu o Seminário Diocesano Sagrado Coração de Jesus e criou a Faculdade de Filosofia, Ciências e Letras de Uruguaiana. A seu pedido, o Papa Pio XII declarou Nossa Senhora Conquistadora padroeira da Diocese de Uruguaiana, ao lado de São Miguel Arcanjo. 
Tinha ainda grande preocupação pelas famílias e pela integração da evangelização com a cultura do povo.

## Bispo gauchesco
Era poeta tradicionalista, autor de várias poesias e orações com termos gauchescos, membro do Movimento Tradicionalista Gaúcho e da Estância da Poesia Crioula, que é a Academia de Letras dos vates e prosadores nativistas gaúchos. Também é de sua autoria a Prece do Gaúcho.
Na cidade de Passo Fundo, numa iniciativa do tradicionalista Catarino Azevedo e um grupo de tradicionalistas, em 7 de fevereiro de 1971, foi fundado o CTG "Dom Luís Filipe De Nadal". A justificativa do nome do Patrono do CTG estava no fato de ter sido ele o primeiro prelado a viver ativamente junto aos tradicionalistas, foi autor da Oração do Gaúcho. No município de Porto Lucena, na fronteira noroeste do Rio Grande do Sul, a principal praça da cidade, cuja partir dela a cidade se expandiu, até a emancipação e posterior nomeação de Nadal como Bispo, tem o nome em sua homenagem, chamando-se Praça Dom Luiz Felipe de Nadal.

## Desastre aéreo
Faleceu com 47 anos de idade, 23 de sacerdócio e 8 de episcopado, em 1º de julho de 1963, num acidente aéreo, quando o DC3 da VARIG, prefixo PP-VBV, fazendo o voo 280, caiu no 1º Distrito de São João da Bela Vista, a 7,5 km de Passo Fundo, por volta das 18 horas, vitimando 11 pessoas. Seus restos mortais estão sepultados na cripta da catedral de Uruguaiana.